# Gagarin (kráter)

Poloha kráteru Gagarin (v pravé části mapy rovníkové oblasti Měsíce).

Gagarin je rozlehlý měsíční impaktní kráter nacházející se na jižní hemisféře na odvrácené straně Měsíce a tudíž není pozorovatelný přímo ze Země. Má průměr 268 km, pojmenován je podle ruského kosmonauta Jurije Alexejeviče Gagarina, prvního člověka ve vesmíru. Leží mezi krátery Pavlov na jihozápadě a Keeler na severovýchodě. Západně lze nalézt kráter s lávou zaplaveným dnem Ciolkovskij a jihovýchodně Mare Ingenii (Moře touhy). Uvnitř Gagarina se nacházejí další pojmenované krátery: Isajev, Kosberg, Grave, Raspletin a Balandin. Andronov je situován na jihozápadním okrajovém valu Gagarina. Všechny tyto krátery nesou jména po sovětských leteckých a kosmických průkopnících.
Gagarin je tedy poznamenán dopady celé řady meteoritů. Jeho členité dno má relativně stejné albedo jako blízké okolí, výjimkou je kráter Isajev, jehož dno má nižší albedo (je tmavší).

## Satelitní krátery
V okolí kráteru se nachází několik dalších kráterů. Ty byly označeny podle zavedených zvyklostí jménem hlavního kráteru a velkým písmenem abecedy.
| Gagarin | Sel. šířka | Sel. délka | Průměr |
| ------- | ---------- | ---------- | ------ |
| G       | 20.5° J    | 150.5° V   | 14 km  |
| M       | 23.5° J    | 149.2° V   | 19 km  |
| T       | 19.4° J    | 144.5° V   | 24 km  |
| Z       | 15.4° J    | 149.4° V   | 29 km  |